# 吴氏齿突蟾
吴氏齿突蟾（学名：Scutiger wuguanfui）也称墨脱齿突蟾，一种于中华人民共和国西藏自治区墨脱县发现的两栖动物，隶属于角蟾科齿突蟾属。种加词取自中国科学院成都生物研究所的吴冠夫教授的姓名。

## 形态特征
吴氏齿突蟾体型肥硕，成年雄蟾体长77.5～83.8毫米，雌蟾体长可达116.7毫米。背面皮肤粗糙，呈深褐色；腹面皮肤光滑，呈灰褐色。

## 保护
本种于2023年被收录入《有重要生态、科学、社会价值的陆生野生动物名录》。